# David Navarro Arenaz
David Navarro Arenaz (Zaragoza, 8 de junio de 1974), más conocido como David Navarro, es un entrenador de fútbol español. Actualmente está sin equipo.

## Trayectoria
David comenzó su trayectoria en los banquillos como entrenador de fútbol sala, dirigiendo a la Agrupación Deportiva Sala 10 desde 1995 a 1997 y al Sego Zaragoza en la División de Honor de Fútbol Sala en la temporada 1997-98.
Más tarde, trabajaría en las categorías inferiores del C. D. Oliver y en 1998, se convierte en entrenador del equipo juvenil del Stadium Casablanca que competiría en Liga Nacional y al que dirigiría durante tres temporadas.
En febrero de 2002, se convierte en entrenador del Utebo Fútbol Club de la Tercera División de España, al que dirige hasta el término de la temporada 2004-05.
En la temporada 2005-06, firma como entrenador de la Unión Deportiva Barbastro de la Tercera División de España, con el que acaba subcampeón de su grupo y con la que consigue ascender a la Segunda División de España en su primera temporada. En la temporada 2006-07, hace su debut en la división de bronce del fútbol español dirigiendo a la Unión Deportiva Barbastro.
El 21 de enero de 2009, firma como entrenador de la Sociedad Deportiva Ejea de la Tercera División de España.
En verano de 2009, pasaría a integrar la secretaría técnica de la Sociedad Deportiva Huesca, en la que trabajaría durante 5 temporadas.
En julio de 2012, firma como entrenador de la Agrupación Deportiva Almudévar de la Tercera División de España, filial de la Sociedad Deportiva Huesca, a la que dirige durante temporada y media, mientras compagina su cargo en la secretaría técnica del conjunto oscense.
El 18 de marzo de 2014, se hace cargo del primer equipo de la Sociedad Deportiva Huesca de la Segunda División de España, tras la destitución de David Amaral,  a la que dirige durante 7 partidos.
En la temporada 2014-15, firma como entrenador del Club Deportivo Sariñena de la Tercera División de España, con el que acaba en tercera posición y disputa los play offs de ascenso la Segunda B.
En la temporada 2015-16, firma por la SD Tarazona de la Tercera División de España.  El 25 de julio de 2020, la SD Tarazona se deshizo del Club Deportivo Brea por tres goles a cero y se convirtió por primera vez en su historia en equipo de Segunda División B de España.
En la temporada 2020-21, dirige al conjunto de Tarazona en la Segunda División B de España.
Al término de la temporada 2021-22, deja la S. D. Tarazona.
El 11 de marzo de 2024, firma como segundo entrenador en el Real Zaragoza de la Segunda División de España, tras la llegada de Víctor Fernández al banquillo zaragocista.
El 21 de diciembre de 2024 debuta como primer entrenador del equipo blanquillo en una victoria por 1-0 frente al Racing de Ferrol tras ser nombrado entrenador interino tras la dimisión de Víctor Fernández
El 29 de diciembre de 2024, tras la llegada de Miguel Ángel Ramírez como nuevo entrenador, el club anuncia su marcha del equipo.
.

## Clubes

### Como entrenador
| Club                    | País   | Año       |
| ----------------------- | ------ | --------- |
| Utebo F. C.             | España | 2002-2005 |
| U. D. Barbastro         | España | 2005-2007 |
| S. D. Ejea              | España | 2009      |
| A. D. Almudévar         | España | 2012-2014 |
| S. D. Huesca            | España | 2014      |
| C. D. Sariñena          | España | 2014-2015 |
| S. D. Tarazona          | España | 2015-2022 |
| Real Zaragoza (adjunto) | España | 2024      |